# Prunet (Haute-Garonne)
Prunet település Franciaországban, Haute-Garonne megyében. Lakosainak száma 149 fő (2022. január 1.). Prunet Saussens, Caraman, Francarville, Lanta és Mascarville községekkel határos.

## Népesség
A település népességének változása:
| Lakosok száma | 87   | 80   | 111  | 136  | 142  | 147  | 150  | 148  | 149  | 149  |
|               | 1968 | 1982 | 1990 | 2006 | 2013 | 2015 | 2017 | 2019 | 2020 | 2022 |